# Anarchias allardicei
Anarchias allardicei' es una especie de peces de la familia de los morénidas en el orden de los Anguilliformes.

## Morfología
Los machos pueden llegar a alcanzar los 17 cm de longitud total.

## Distribución geográfica
Se encuentra desde las Islas Chagos hasta las Hawái, las Islas de la Sociedad y el sur de la Gran Barrera de Coral.